# Islay Home Farm

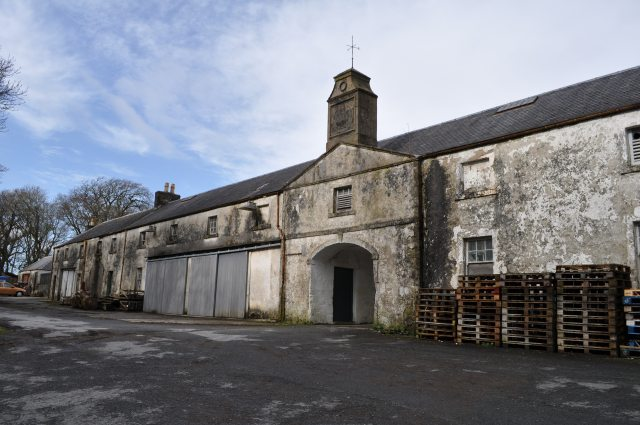
Gebäude der Islay Home Farm

Islay Home Farm ist ein Bauernhof in der schottischen Ortschaft Bridgend auf der Hebrideninsel Islay. Die Gebäude gehören zu den Ländereien des Islay House und befinden sich etwa 100 m entfernt von diesem in östlicher Richtung. Am 20. Juli 1971 wurden die Gebäude in die schottischen Denkmallisten in der Kategorie C aufgenommen.

## Beschreibung
Die aus dem späteren 18. Jahrhundert stammenden Gebäude umgeben teils in geschlossener Bauweise, teils einzeln stehend einen beinahe quadratischen Innenhof. Im Südwesten führt ein Torweg auf den Hof, oberhalb dessen ehemals ein Glockenturm mit Kreuzblume thronte. Heute ist dort nur noch eine Uhr vorhanden. Die gesamte Gebäudeflanke misst etwa 51 m. Entlang der Südwestflanke sind die zweistöckigen Stallungen und Lagergebäude sowie das Taubenhaus untergebracht. An der Südecke befinden sich zwei Kuhställe auf dem Innenhof, die mit Walmdächern abschließen. Es folgen weitere Wohn- und Wirtschaftsgebäude, die teils gruppiert, teils einzeln den Innenhof umgeben. Sämtliche Gebäude sind mit einem traditionellen Harl-Putz belegt.